# Arlebosc
Arlebosc ist eine französische Gemeinde mit 361 Einwohnern (Stand 1. Januar 2022) im Département Ardèche in der Region Auvergne-Rhône-Alpes. Die Bewohner werden Arlebossiens und Arlebosiennes genannt.

## Geografie
Arlebosc liegt im Tal des Flusses Doux, im Hügelland im Norden des Départements, unweit der Rhône. Der Ort liegt zwölf Kilometer von Lamastre entfernt, nach Saint-Félicien sind es ebenfalls 12 km. Die nächstgrößte Stadt ist Tournon-sur-Rhône mit 15 Kilometern Entfernung Richtung Nordosten.
Nachbargemeinden sind Bozas im Norden, Boucieu-le-Roi im Osten, Le Crestet im Süden, sowie Empurany im Südwesten.

## Geschichte
Römische Funde lassen schon auf eine Siedlung während der Antike schließen. Historisch gesehen steht das Dorf in Verbindung mit der Legende des Bischofs St. Just von Lyon, der im 9. Jahrhundert die Einwohner von Arlebosc zum Christentum bekehrt haben soll.
Der Ortsname selbst leitet sich von den keltischen Worten ar (weites Tal), le (Fluss in der Ebene) und busc (kleiner Wald) ab.
Bis zum 18. Jahrhundert wurde das Dorf von der Diözese Vienne verwaltet, bis ins Jahr 1789 von Notre-dame-du-Puy.
Im Mittelalter wurden die Richter im Ort vom Pfarrer ernannt.

### Bevölkerungsentwicklung
| Jahr                       | 1962 | 1968 | 1975 | 1982 | 1990 | 1999 | 2007 | 2017 |
| Einwohner                  | 501  | 479  | 433  | 378  | 360  | 321  | 345  | 331  |
| Quellen: Cassini und INSEE |      |      |      |      |      |      |      |      |

## Kultur und Sehenswürdigkeiten
Arlebosc hat eine Vielzahl interessanter Gebäude zu bieten. Ein feudales Schloss aus dem 12. Jahrhundert mit einem runden Turm, das früher als Pfarramt diente, sowie drei andere Schlösser: Das Château des Romaneaux, das Château Malgaray und das Château Chazotte mit echter Burgpforte. Am Rande des Ortes ist ein römisches Viadukt zu besichtigen.
Auch die restaurierte Kirche aus dem 16. Jahrhundert mit ihren Wandfresken und den Glasfenstern, die Szenen von Saint-Sacrement zeigen, ist sehenswert. Sie beherbergt außerdem ein Museum sakraler Kunst, wie einen Messkelch und Elfenbeinskulpturen aus dem 17. Jahrhundert.
Die Kapelle Saint-Just, eine beliebte Pilgerstätte, und der Ausblick vom silbernen Kreuz über die Serre sind ebenfalls beliebte Ausflugsziele. Den besten Ausblick über die Gemeinde hat man vom Serre de la Croix d’Argent.